# Duboštica (Vareš, BiH)
Duboštica je naseljeno mjesto u općini Vareš, Federacija Bosne i Hercegovine, BiH.

## Povijest
Bila je jako rudarsko središte u srednjem vijeku još prije osmanske okupacije. Također je bila mjestom ubiranja carina 1398. godine. Bosanski kralj je ubirao te carine.

## Stanovništvo

### 1991.
Nacionalni sastav stanovništva 1991. godine, bio je sljedeći:
ukupno: 118
- Hrvati - 81
- Srbi - 2
- Jugoslaveni - 23
- ostali, neopredijeljeni i nepoznato - 12

### 2013.
Nacionalni sastav stanovništva 2013. godine, bio je sljedeći:
ukupno: 56
- Hrvati - 48
- Bošnjaci - 3
- Srbi - 2
- ostali, neopredijeljeni i nepoznato - 1